# Circonvoluzione frontale media
La circonvoluzione frontale media costituisce circa un terzo del lobo frontale del cervello umano. La circonvoluzione frontale media, come la circonvoluzione frontale inferiore e la circonvoluzione frontale superiore, è più di una regione che una vera circonvoluzione.
I limiti della circonvoluzione frontale media sono dati dal solco frontale inferiore in basso e dal solco frontale superiore in alto; indietro dal solco precentrale.

## Galleria d'immagini

Posizione della circonvoluzione frontale media (evidenziata in rosso).
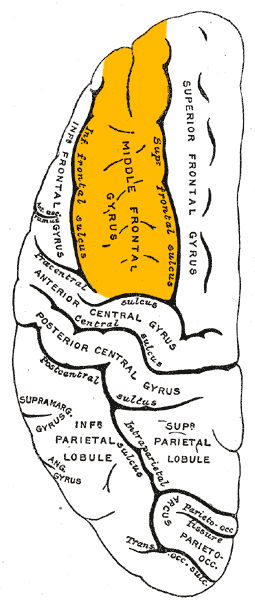
Emisfero cerebrale sinistro visto da sopra.
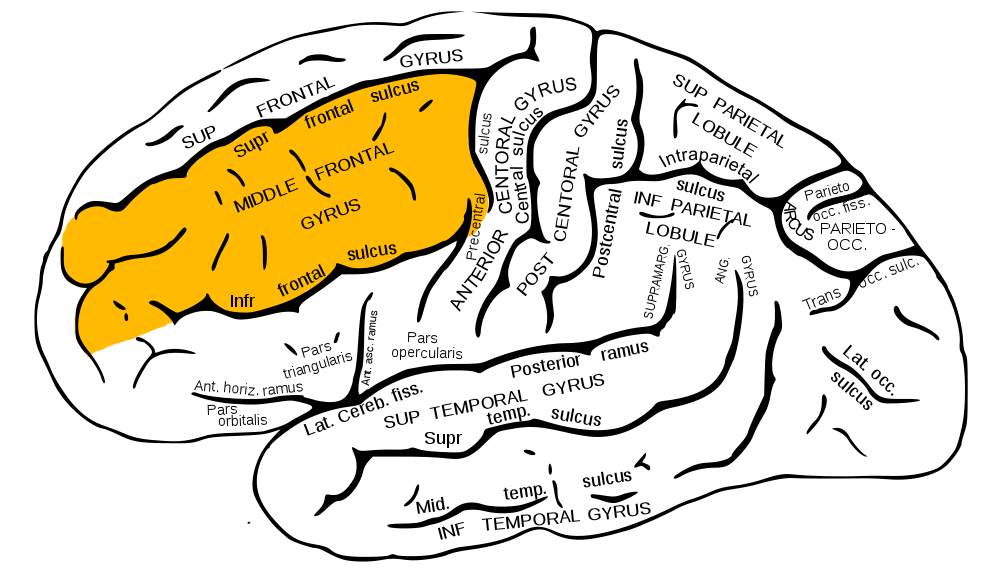
Superficie laterale dell'emisfero cerebrale sinistro.
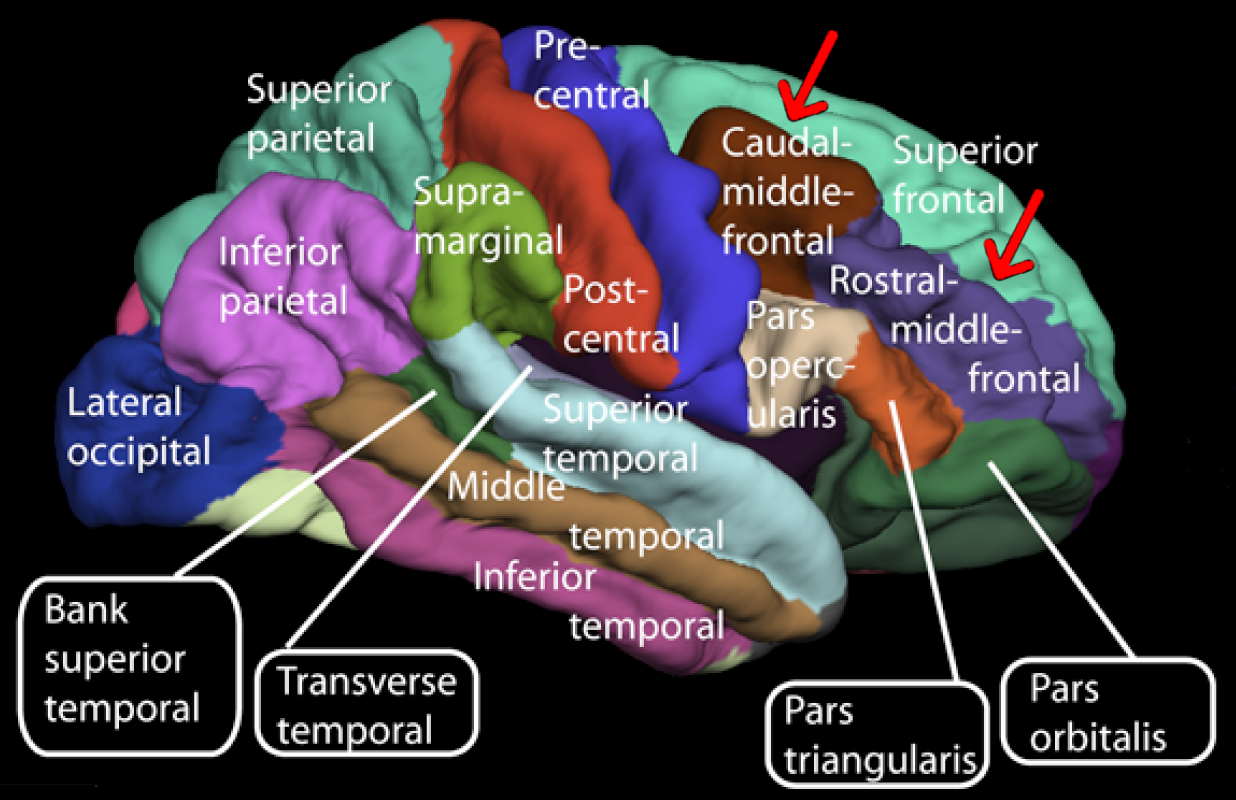
Superficie laterale dell'emisfero cerebrale destro. La circonvoluzione frontale media è indicata dalle frecce rosse.
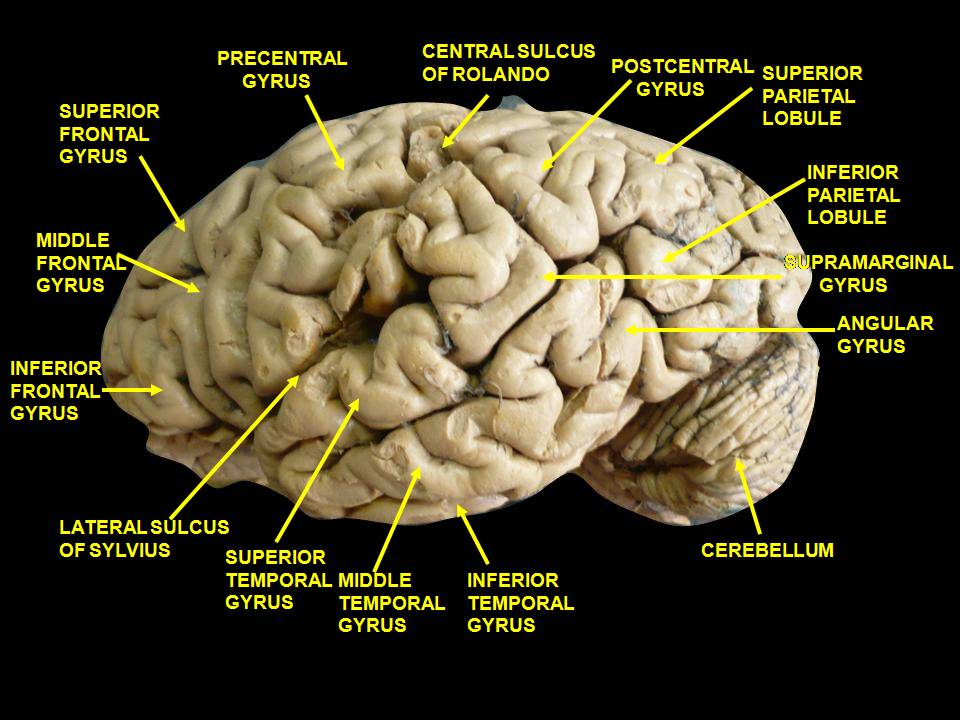
Cervello. Visione laterale. Dissezione profonda.
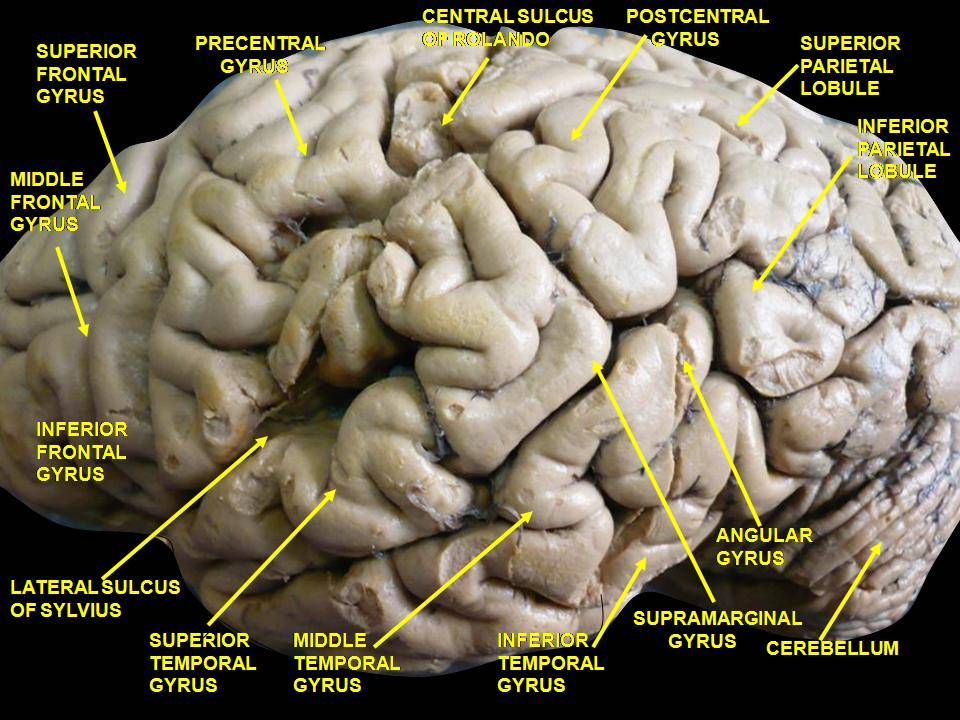
Cervello. Visione laterale. Dissezione profonda.
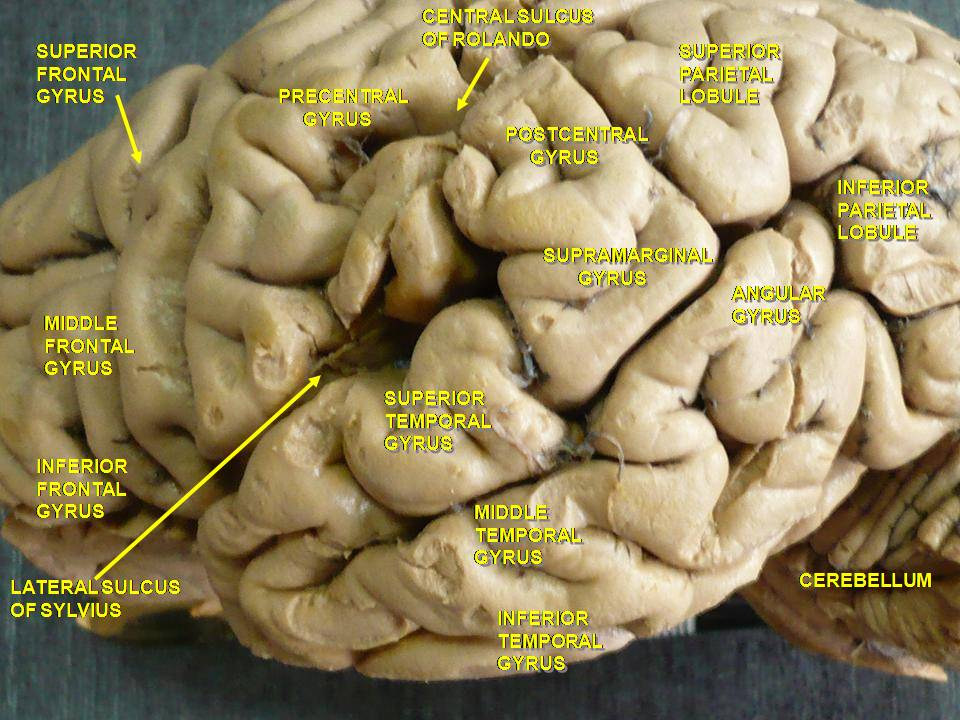
Cervello. Visione laterale. Dissezione profonda.